# Кредитна спілка військовослужбовців України
Кредитна спілка військослужбовців України (КС «КСВУ») — неприбуткова організація, що спеціалізується на наданні кредитів військовослужбовцям та іншим громадянам.

## Історія КС «КСВУ»
Кредитна спілка «Кредитна спілка військовослужбовців України» була створена 16 березня 1998 року. За короткий час стала одним з найбільших операторів на ринку кредитних спілок. 
У 2002 році на замовлення КС «КСВУ» почалося будівництво житлового комплексу для військовослужбовців в місті Київ, вул. Дегтяренко, 22. Саме через цю ділянку 2010 року на Кредитну спілку «Кредитна спілка військовослужбовців України» було здійснено рейдерську атаку.
Поки що КС «КСВУ» призупинила свою діяльність в зв'язку із подоланням наслідків рейдерської атаки.

## Специфіка діяльності КС «КСВУ»
- Надання кредитів фізичним та юридичним особам
- Робота з фінансовими активами
- Робота з проблемною заборгованістю
- Підтримка ветеранів силових структур
- Фінансування будівництва житлових комплексів для військовослужбовців та членів їхніх сімей

Головна мета КС «КСВУ» — фінансовий та соціальний захист своїх членів, шляхом залучення їх особистих заощаджень для взаємного кредитування, фінансової підтримки підприємницьких ініціатив та надання їм інших послуг.

## Особливості КС «КСВУ»
1. Кредитна спілка створюється і діє на базі певної монолітної спільноти людей, які об'єднані відповідно до їх інтересів, спільної діяльності або компактного місця проживання. Така спільнота виступає як поле членства для своєї кредитної спілки. Члени КС «КСВУ» мають територіальну ознаку, .

1. КС «КСВУ», як і інші кредитні спілки, надає послуги лише своїм членам. Таким чином, на відміну від суб'єктів підприємницької діяльності в КС «КСВУ» члени одночасно виступають як власники та клієнти. Очевидно, що членам-власникам немає сенсу «заробляти» прибуток на собі ж як членах-клієнтах, а єдиним завданням спілки є забезпечення найдешевших послуг членам за рахунок акумульованих ними ж фінансових ресурсів — пере розподілення заробітку між власниками депозитів та паїв.
2. В КС «КСВУ» немає засновників та статутного фонду з точки зору традиційного трактування цих понять щодо суб'єктів підприємницької діяльності. Будь-який член, яких нараховувалось понад 800 осіб, незалежно від моменту його вступу в спілку, має ті самі управлінські і майнові права, що і перші 50 засновників. КС «КСВУ» є відкритою організацією, в якій гарантується вільний вступ і вихід із членів спілки.
3. Кожний член КС «КСВУ», незалежно від розміру його вкладів, має право одного голосу в питаннях управління кредитною спілкою. Отже, кредитна спілка як добровільне об'єднання громадян не може контролюватися обмеженою кількістю людей, що є запорукою захисту інтересів всіх без виключення членів та побудови роботи спілки на засадах громадського контролю та взаємодопомоги.
4. Управління КС «КСВУ» здійснюється відповідно до принципів демократичного самоуправління. Найвищим органом управління спілки є Загальні збори членів, які скликаються принаймні 1 раз на рік. Збори обирають з числа членів чотири статутних органи, що діють в період між Зборами, а саме: спостережну раду, ревізійну комісію, правління кредитної спілки, кредитний комітет.
5. Відповідно до Закону України «Про кредитні спілки» № 2908-III від 20.12.2001 року, кредитна спілка союз не займається жодною іншою господарською діяльністю, крім надання фінансових послуг своїм членам. Ця ознака зумовлена тим, що діяльність кредитної спілки як організації, яка не має на меті отримання прибутку, спрямована власне на надання конкретних послуг, що і визначає її вузьку спеціалізацію щодо можливих напрямів використання акумульованих за рахунок заощаджень членів фінансових ресурсів.

## Витяги з «Програми першочергових заходів, спрямованих на стабілізацію фінансово-економічної ситуації в Україні та розвиток іпотечного кредитування військовослужбовців під державні гарантії без додаткових витрат бюджетних коштів»
Програма першочергових 
Значно знизиться соціальна напруга у суспільстві, спровокована фінансовою кризою, а також не лише припиниться відтік вкладів, але й відновиться довіра значної частини населення до кредитних спілок та стимулюється залучення коштів у легітимний фінансовий обіг.
Забезпечаться для кредитних спілок можливості рефінансування з метою підтримання належного рівня їх ліквідності та платоспроможності, а також буде здійснюватися кредитування соціально незахищен
Створяться передумови для реорганізації об'єднаних кредитних спілок у кооперативний банк, для забезпечення більш широкої функціональності другого рівня системи кредитної кооперації.
Здійсняться практичні кроки, спрямовані на формування первинного та вторинного ринків державних службовців, військовослужбовців та членів їх сімей щодо їх права на житло, працю, навчання і охорону здоров'я без додаткового залучення бюджетних коштів.